# Poesia tradizionale dei Finni
Come poesia tradizionale dei Finni si intende l'insieme di canti che per secoli si sono prodotti e propagati oralmente presso le popolazioni di finni.
Secondo Domenico Comparetti, la poesia tradizionale finnica ha soggetti e scopi molto vari, ma mantiene una sorta di unità di forma, questo non permette di identificare univocamente le categorie classiche della letteratura. A questo si aggiunge il fatto che la poesia può essere considerata "viva" ovvero, a causa della sua oralità, sempre in rinnovamento e mutazione, per cui è difficile stabilire con esattezza, nel corpus dei canti, quali sono più antichi e quali sorti in un secondo momento: colui che recita i canti, chiamato laulaja, è sia ripetitore che creatore, considera quindi il contenuto che conosce non un sapere fisso e immutabile, ma materia con cui forgiare nuovi canti.
Le mutazioni fisiologiche dovute alla trasmissione orale, assommate al comportamento creativo dei laulaja, hanno portato alla generazione di una miriade di diverse versioni dello stesso canto, che ne da la vera dimensione di poesia popolare.

## I termini della poesia
La poesia, di qualsiasi natura essa sia, viene definita come laulu, vocabolo autoctono a cui vengono preferiti altri vocaboli più specifici, ma tutti di provenienza straniera. Tra questi il più antico è runo, che definisce la poesia e i canti in forma più tradizionale, in particolare quelli eroici e magici, estendendosi comunque anche ai canti lirici in forma antica ed ai canti di nozze (definiti Häärunot).
Il termine virsi è un vocabolo di derivazione latina e giunto ai finni probabilmente assieme al Cristianesimo ed ai libri per il suo insegnamento, in contrasto con il runo risalente ai tempi del paganesimo. Virsi viene utilizzato per indicare i cantici sacri della chiesa luterana.
Ancora più moderno è il termine veisa che è estraneo alla poesia tradizionale ma che viene utilizzato per indicare le traduzioni o le imitazioni delle ballate e dei canti popolari svedesi chiamati visor.

## Le raccolte di canti
Il laulaja, che viene definito anche come runatore (runoja) o fabbro di rune (runoseppä), nella sua arte non riconosce che l'insieme del materiale conosciuto da esso e da tutti gli altri cantori abbia una unità epica e organica, che più avanti riuscì a trovare Elias Lönnrot con il Kalevala. Ma questo difetto di visione rimase anche ai primi studiosi di canti come Porthan, Schroter, Topelius ed inizialmente Lönnrot stesso. Il primo che tentò di dare una unità al materiale raccolto fu nel 1820 Reinhold V. Bekker che riunì diversi canti e rune su Väinämöinen. I successivi studi portarono la neonata Società di Letteratura finlandese, nata nel 1831, a spronare questo tipo di studi che giunsero nel 1835 al primo Kalevala, incompleto, riveduto e ampliato in seconda edizione nel 1849.